# Квантитативне віршування
Квантитативне віршування, Кількісне віршування — система віршування з нормативним, упорядкованим чергуванням довгих та коротких складів, виокремлення яких пов'язане з кількістю часу, необхідного для вимови складу, та долучених до них більших ритмічних одиниць . Визначальна для античної (класичної), арабської, перської, індійської поезії.

Квантитативне віршування відмінне від квалітативного віршування, спрямованого на врахування не тривалості складів, а їхньої акцентної виразності, пов'язаної з принципом наголошеності та ненаголошеності.
У силабічному вірші фіксується число складів, в тонічному — число наголосів, в силабо-метричному — число складів і їх позиції по довготі / стислості, в силабо-тонічному — число складів і кількість ударних позицій. У кількісному (метричному) віршуванні фіксується тільки сукупна просодична довжина вірша, незалежно від його складового змісту. Така система може існувати тільки в мовах, де присутня опозиція довгих і коротких складів, а наголос є «мелодійним» (тобто звуковисотним). Таким чином, на відміну від динамічного (тобто силового, акцентного) наголосу, в метричному вірші мелодійний наголос не є ритмоутворювальним фактором. Найбільший розвиток метрика отримала в класичному (античному) і в арабському віршуванні.